# Blériot-SPAD S.51
Bleriot-SPAD S.51 — французский истребитель межвоенного периода. Разработан в 1924 году для замены устаревшего Nieuport-Delage NiD.29.

## История
Разработан Андре Эрбемоном; подобно многим другим самолётам того периода, представлял собой биплан смешанной конструкции (полотняная обшивка крыла с металлическим каркасом. У верхнего крыла имелась небольшая стреловидность. Первый полёт прототипа состоялся 16 июня 1924 года.
В том же году состоялся конкурс на новый истребитель по заказу ВВС, соответствующий спецификации C1: скорость 240 км/ч, два пулемёта, протектированные основные и подвесные баки. На нём конкурентами "Блерио" были истребители различных производителей (Dewoitine D.9, D.2, и D.15, Potez 23 и 26, Nieuport NiD.42 (1-е место), Hanriot HD.31, Gourdou-Leseurre 32 (2-е место) и 33, Bernard 14, а также Wibault 7 (3-е место)).
По его итогам S.51 занял лишь 4-е место, однако, на его улучшенную модификацию S.51/2 нашлись покупатели за пределами Франции; в частности, Польша приобрела 50 самолётов. 
В ВВС Польши они, вместе с SPAD 61C1, пришли на замену истребителей Balilla A.1 и поступили в 121-ю и 122-ю эскадрильи 1-го авиаполка. Использовались как учебные в 1-м авиаплдку, учебном центре в Деблине, авиашколе в Грудзёндзе и Центральной учебной эскадрилье. В процессе эксплуатации выявилась слабость конструкции, по причине которой пилотам запрещалось выполнять фигуры высшего пилотажа без парашютов. Ремонт в Центральных авиамастерских не особо помог исправить ситуацию и в 1932 году самолёт был изъят из истребительных эскадрилий. На смену ему пришёл польский PWS-10 и лицензионный PWS-A (чехословацкий Avia BH-33).
На модификации S.51/3 стоял разработанный также Андре Эрбемоном винтом изменямого шага. Эта инновация при том же двигателе, что и на предшествующем S.51/2, позволила увеличить скорость истребителя на 12 км/ч.
В 1928 году появилась модификация S.51/4: мощность двигателя Gnome-Rhone 9Ab возросла до 600 л.с., были добавлены два крыльевых пулемёта Darne. Было построено 10 подобных самолётов, по одной машине закупили Воздушные силы СССР (испытывался в НИИ ВВС) и Турции. Некоторые из оставшиеся во Франции S.51 были позже проданы частным владельцам и аэроклубам.

## Модификации
S.51
Прототип для ВВС Франции, радиальный двигатель Gnome et Rhône 9Aa (380 л.с. / 280 кВт).
S.51/2
Улучшенная экспортная модификация для Польши, радиальный двигатель Gnome et Rhône 9Ab (420 л.с. / 310 кВт).
S.51/3
Прототип с винтом изменямого шага.
S.51/4
Экспортная модификация для Турции и СССР с двумя дополнительными крыльевыми пулемётами Darne.

## Тактико-технические характеристики (S.51/2)

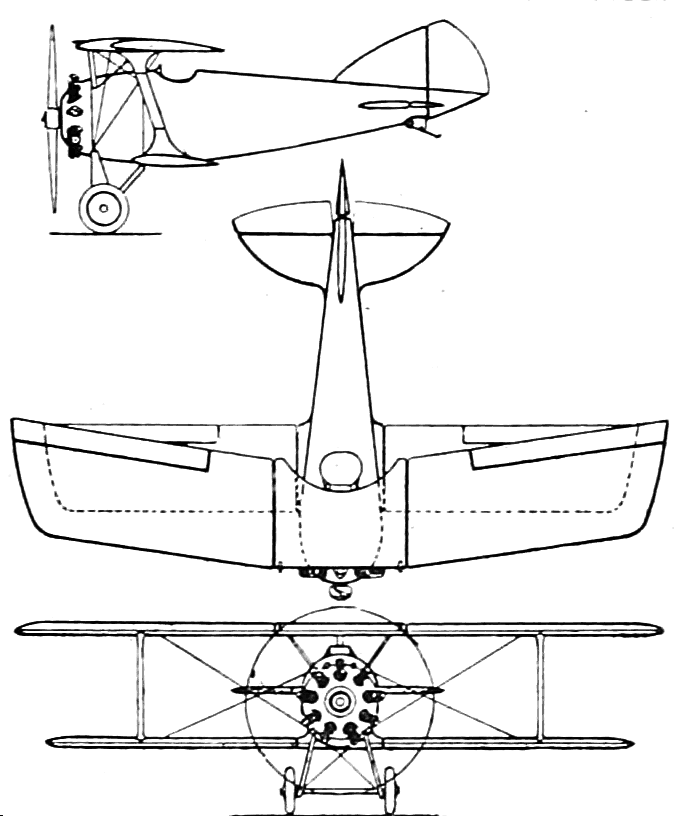
Схема S.51 из журнала Aero Digest за август 1930 года

Источник данных: Jane's all the World's Aircraft 1928, Aviafrance:S.51-2

Технические характеристики
- Экипаж: 1
- Длина: 6,45 м
- Размах крыла: 9,47 м
- Высота: 3,1 м
- Площадь крыла: 24,27 м² (обоих крыльев)
- Масса пустого: 990 кг
- Нормальная взлётная масса: 1 360 кг
- Силовая установка: 1 × 9-цилиндровый радиальный воздушного охлаждения Gnome & Rhône 9Ab Jupiter
- Мощность двигателей: 1 × 420 л. с. (1 × 310 кВт)
- Воздушный винт: двухлопастный, фиксированного шага Chauviere serie 2476

Лётные характеристики
- Максимальная скорость: 245 км/ч на 100 м
- Скороподъёмность: 7,2 м/с (4 000 м за 9 мин)
- Нагрузка на крыло: 52,6 кг/м²
- Тяговооружённость: 0,24537 кВт/кг

Вооружение
- Стрелково-пушечное: 2 x 7,7-мм пулемёта MAC (Виккерс)

## Эксплуатанты
Польша

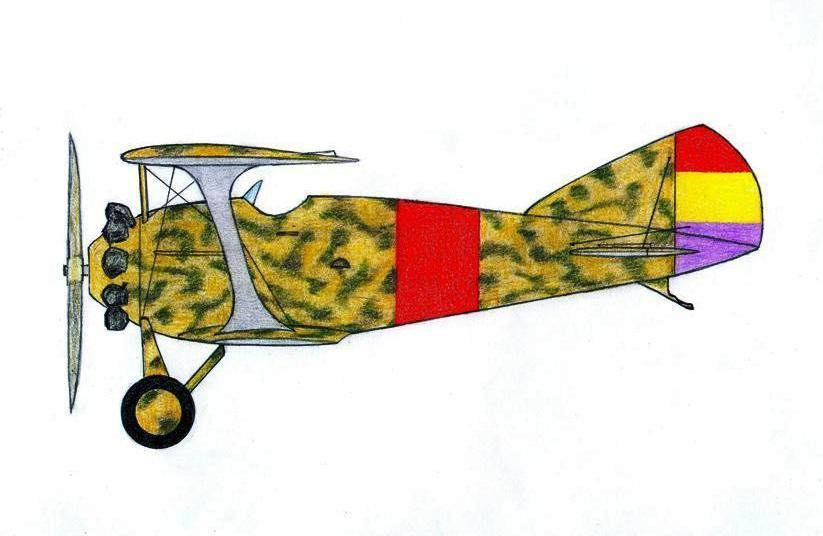
S 51 Испанской республиканской авиации

- ВВС Польши: 50 самолётов S.51/2 — 11-я эскадрилья (Костюшко), бортовые номера 2.01 - 2.50.

 СССР
- ВВС СССР: – испытывался 1 самолёт S.51/4.

 Республиканская Испания
- Испанская республиканская авиация[7] 1 самолёт, бывший французский F-AIVS; сбит в бою 2.10.1936, пилот (вероятно Абель Гиде) погиб. Примечательно, что обломки аналогичного самолёта, списанного ещё до начала Гражданской войны, фигурировали в пропаганде франкистов[8].

 Турция
- ВВС Турции: 1 самолёт S.51/4 (борт. № 171)

## Самолёт в массовой культуре

### В стендовом моделизме
Известны следующие сборные модели самолёта, выпускаемые различными компаниями:
- S-51 C1 — AZ model: AZ7211 (Франция, СССР), AZ7212 (Польша, Турция), AZ7213 (Испания), AZL7226 (Китай). 1:72 [9].